# Enric Cortès
Enric Cortès i Minguella (Guimerà, 1939) é um capuchinho e biblista catalão.
Estudou teologia na Universidade de Friburgo de Suíça e se doutorou em Roma em 1972, co'a tese Los discursos de adiós de Gn 49 a Jn 13-17. Pistas para la historia de un género literario en la antigua literatura judía (Os discursos de adéus de Gn 49 a Jn 13-17. Pistas para a história dum gênero literário na antiga literatura judía) (1976). É secretário da Associação Bíblica da Catalunha desde a sua fundação (1973) e chefe do departamento de Bíblia e professor da Facultade de Teologia da Catalunha. É capuchinho e  atualmente membro da Fraternidade Capuchinha de Sarrià.
Tem estudado os manuscritos hebreus de Girona. Tem publicado outros estudos exegéticos importantes sobre a Bíblia, tanto em catalão como em espanhol. Nesta língua também tem traduzido obras da literatura hebrea antiga. Na versão da Bíblia da Fundação Bíblica Catalã, traduziu o Livro de Obadias e o Livro de Malaquias. Igualmente formou parte do grupo de tradutores da Bíblia interconfessional.
Depois dos seus estudos em Friburgo-Roma-Jerusalém ele especializou-se em literatura judia antiga, literatura intertestamentária e judaísmo medieval. É professor emérito da Facultade de Teologia da Catalunha, onde êle tem dado aulas de teologia bíblica. Ali dirige a coleção “Literatura Intertestamentária” e é membro e cofundador da Associação de Estudosos do Judaísmo Catalão. No ISCREB (Instituto Superior de Ciências Religiosas de Barcelona) da aulas sobre língua hebraica, judaísmo post-bíblico e introdução ao Novo Testamento. Tem publicado diversos artigos na Revista Catalã de Teologia.